# Louis Victor de Caux de Blacquetot

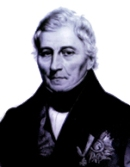
Louis Victor de Caux de Blacquetot (1773–1845)

Louis Victor de Caux de Blacquetot (* 23. Mai 1773 in Douai, Département Nord; † 6. Juni 1845 in Saint-Germain-en-Laye, Département Yvelines) war Lieutenant-général, Minister, Commandeur des Ordens von St. Louis und der Ehrenlegion.

## Leben
Er war der Sohn von Jean Baptiste de Caux von Blacquetot, studierte am Collège de Juilly und trat am 1. März 1793 als Lieutenant du genie (Leutnant der Pioniere) in die Armee ein.
Er war  an Kämpfen in den Ardennen, am Rhein und an der Mosel beteiligt und zeichnete sich weiter im Kampf bei Erbach, Dillingen in der Schlacht bei Neresheim, der Schlacht bei Amberg, Belagerung von Kehl und den Kämpfen in Burgrieden aus.
Im Jahre 1799 wurde er zum Chef de bataillon befördert und diente unter Jean-Victor Moreau. 1806 wurde er Stabschef (Chef d’état). Im Jahr 1807 leitete er die Personalabteilung des Kriegsministeriums und war für die Ausrüstung des kaiserlichen Corps der Ingenieure verantwortlich.
Er war einer der leitenden Offiziere im Walcherenfeldzug. Im Jahre 1813 erhielt er den Titel eines Barons und wurde zum Colonel befördert.
Am 20. April 1814 wurde er zum Général de brigade befördert und Direktor der Polizei. 1817 wurde er Staatsrat, Vicomte und Kommandeur des Ordre royal et militaire de Saint-Louis. Am 30. Juli 1823 erfolgte die Ernennung zum Lieutenant-général durch Karl X. Vom 21. Januar 1828 bis zum 8. August 1829 war er Kriegsminister.
Er schuf einen obersten Kriegsrat unter dem Vorsitz des Dauphin und wurde 1832 zum Pair von Frankreich ernannt.
Im Juni 1845 starb de Caux de Blacquetot im Alter von 70 Jahren.